# بهنام یخچالی
بهنام یخچالی دهکردی (زادهٔ ۲۱ تیر ۱۳۷۴ در شهرکرد) بسکتبالیست اهل ایران و عضو تیم ملی بسکتبال ایران است. وی همچنین بازیکن تیم روستوک و میتلدوچر آلمان بوده.